# Рагби клуб Нион
Рагби клуб Нион је швајцарски рагби јунион клуб из Ниона. Играчи Ниона чине окосницу швајцарске рагби репрезентације.

## Успеси
Првенство Швајцарске у рагбију - 3
1996, 2005, 2008, 2016, 2017
Куп Швајцарске у рагбију
1984, 1991, 2005